# Tegaki
Tegaki (手鉤) est un mot japonais qui signifie littéralement « crochet de main ».

## Équipement de ninja
Les  tegaki formaient un équipement d'escalade utilisé par les ninjas. Composées de sortes de gants métalliques légers, qui partent en avant, elles recouvraient la partie supérieure de la main et se terminaient généralement par quatre à cinq griffes. Souvent utilisées par les ninjas, elles étaient particulièrement utiles lors de missions nécessitant de monter à des falaises, à des maisons, etc. Tout comme le tekken, elles faisaient partie intégrante de l'équipement (et non de l'armement, bien qu'elles pouvaient augmenter la dangerosité du combat au corps à corps) du ninja.
Ce genre d'équipement polyvalent et efficace était aussi adapté aux pieds, alors appelés sokko. Les tegaki sont aussi appelées shuko.

## Outil de pêche
Dans le cadre de la pêche, le tegaki est un outil qui permet de décérébrer les poissons afin de les tuer avec le moins de douleur possible (pratique nommée ikejime).

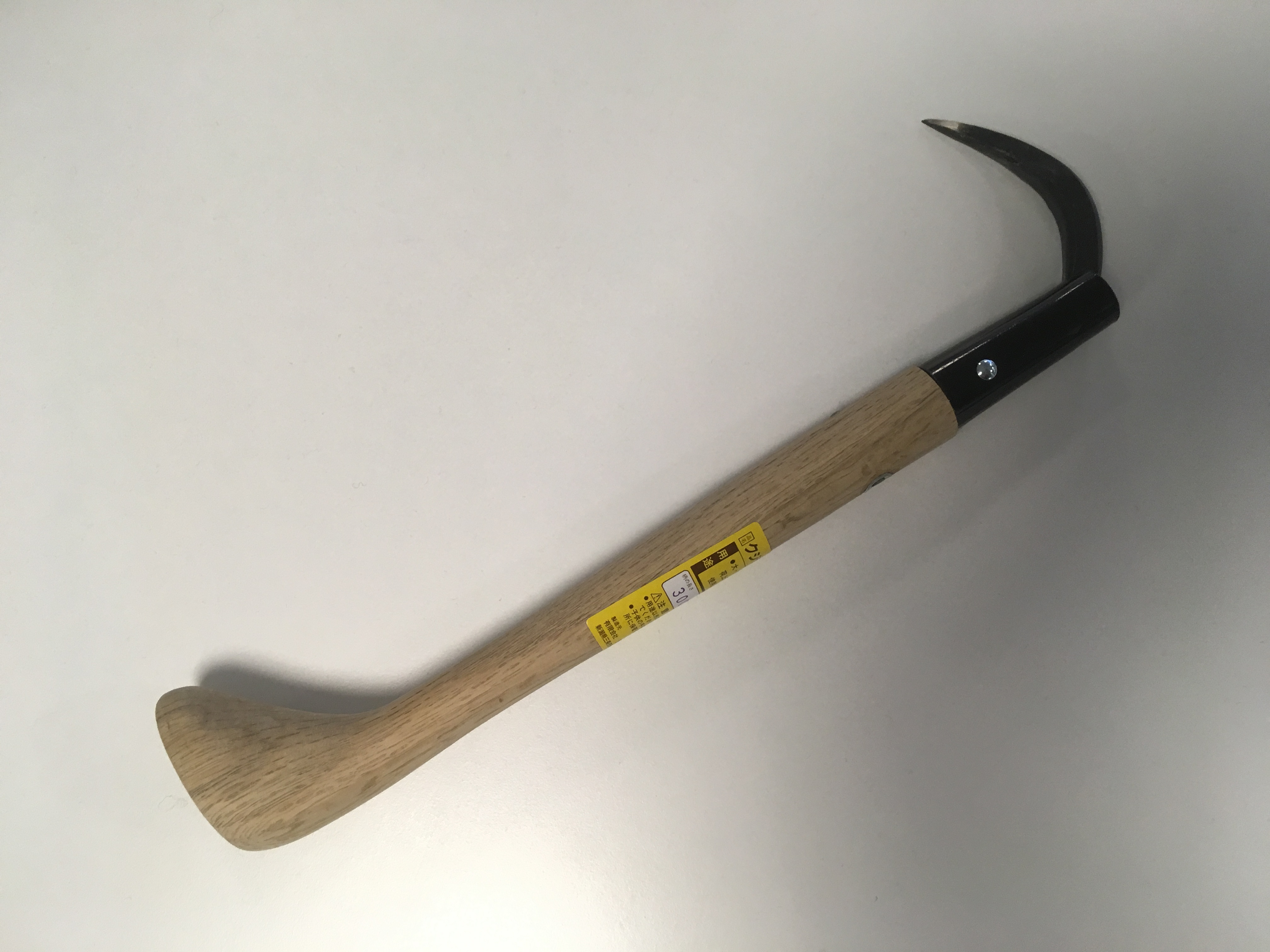
le tegaki (手鉤) est un outil qui permet de décérébrer les poissons afin de les tuer avec le moins de douleur possible (pratique nommée ikejime).